# Béhasque-Lapiste
Béhasque-Lapiste è un comune francese di 455 abitanti situato nel dipartimento dei Pirenei Atlantici nella regione della Nuova Aquitania.
Il comune è stato creato il 16 ottobre 1842 con la fusione dei comuni di Béhasque e di Lapiste.

## Società

### Evoluzione demografica
Abitanti censiti